# Aenictus punctiventris
Aenictus punctiventris är en myrart som beskrevs av Carlo Emery 1901. Aenictus punctiventris ingår i släktet Aenictus och familjen myror.

## Underarter
Arten delas in i följande underarter:
- A. p. punctiventris
- A. p. scutellaris